# Mexobisium reddelli
Mexobisium reddelli är en spindeldjursart som beskrevs av William B. Muchmore 1986. Mexobisium reddelli ingår i släktet Mexobisium och familjen Bochicidae. Inga underarter finns listade i Catalogue of Life.